# 大首狗母魚
大首狗母魚，為輻鰭魚綱仙女魚目合齒魚亞目合齒魚科的其中一種，分布於印度西太平洋的印尼、切斯特菲爾德群島海域，棲息深度51-296公尺，體長可達7.8公分，為底棲性魚類，屬肉食性，生活習性不明。